# Teatro Popular Judío
El Idisher Folks Teater – Teatro Popular Judío, también conocido como Teatro IFT, fue una compañía de teatro yiddish independiente de Buenos Aires creado en 1932.
Debido a que comenzaron a constituirse compañías locales judías en Argentina y muchos actores y actrices que ya estaban radicados en el país devinieron también en administradores, al tomar a su cargo la gerencia de teatros que antes estaban regenteados por empresarios, tales como el Soleil, hasta entonces a cargo del abogado estadounidense Charles V. Groll. En 1941, Groll había intentado fundar un teatro judío de arte en Buenos Aires y le había propuesto a Maurice Schwartz radicarse parcialmente en Argentina durante los seis meses que durara la temporada para encabezar una compañía teatral estable en el Teatro Soleil. Este proyecto fue publicitado en los diarios y el mismo Schwartz anunció que tenía la intención de sentar las bases para un Teatro de Arte en Argentina, a la manera de su Yiddish Art Theater de Nueva York.
Los empresarios teatrales fueron verdaderos emprendedores y funcionaron como intermediarios, al organizar redes de contacto e intercambio entre los diferentes centros teatrales judíos del mundo que contribuyeron a desarrollar un circuito teatral judío en Buenos Aires.

## Historia
El Idisher Folks Teater –Teatro Popular Judío – se fundó en 1932 en Buenos Aires como la primera compañía teatral judía independiente de la Argentina. Compartía muchas de sus características con el resto de los grupos independientes, pero poseía la particularidad de estar dirigido específicamente a un público judío, ya que hasta finales de la década del 50 realizaba sus representaciones únicamente en ídish, la lengua hablada por los judíos de Europa del Este hasta la Segunda Guerra Mundial. 
La formación de coros y orquestas jugaba también un papel fundamental en el desarrollo del circuito teatral judío, puesto que la mayoría de las obras incluía canciones y baile, que eran interpretadas en vivo. Las orquestas formadas por músicos judíos encontraban así en el teatro un espacio de inserción laboral. De la misma manera, pintores y artistas plásticos que llegaban desde Europa se incorporaban en el teatro como escenógrafos. Asimismo, para los inmigrantes el teatro judío se convirtió en un espacio de encuentro y socialización, un ambiente familiar e íntimo que les ayudaba a lidiar con el
desarraigo, y que funcionó “como un medio de contención familiar mientras se producía la adaptación al nuevo ambiente social”. En este sentido, el
teatro resultaba un espacio idóneo donde ver reflejados los conflictos y desafíos que se les presentaban en este nuevo contexto, generar vínculos con la nueva realidad y construir una
identidad en la polifonía de costumbres, creencias y hábitos que coexistían en Buenos Aires. Por otra parte, la mayoría de estos inmigrantes tenían ya incorporada la asistencia al teatro como una práctica cultural relativamente habitual dado que las compañías teatrales judías se presentaban por esos años a lo largo de toda Europa. Para los inmigrantes recién llegados, el teatro resultaba así un lugar donde combatir el desarraigo al recordar las costumbres y
tradiciones propias, y compartir la lengua materna. En este aspecto, el teatro en castellano no podía cumplir esta función en tanto que la barrera idiomática y la representación de
problemáticas con las que el inmigrante judío no se sentía identificado, lo alejaban de las salas teatrales porteñas, impulsándolo a desarrollar su propia cultura teatral local. 
Si bien se encontraban personajes judíos en el teatro nacional ya desde principios de siglo XX, mayormente en roles secundarios, e incluso en algunas oportunidades como personajes centrales − como en el caso del sainete El barrio de los judíos de Alberto Vacarezza estrenado en 1919 por la Compañía Arata-Simari-Franco en el Teatro Nacional − la representación que se hacía de ellos estaba basada en la caricatura y el estereotipo antisemita, que se alejaba fuertemente del referente real. Estas obras propiciaban la asimilación y los matrimonios entre judíos y criollos, atribuyéndole a la población judía una actitud sectaria que debía ser superada, planteo que resultaba ofensivo, doloroso, y de ninguna manera risible o
disfrutable, para los inmigrantes judíos.
En 1957, el IFT decidió comenzar a realizar sus obras en español en detrimento del ídish, permitiendo así que nuevos espectadores pudieran asistir a sus representaciones.

### Rol de la mujer
Desde sus primeros años esta compañía teatral estuvo integrada por mujeres que ocuparon roles artísticos como también funciones de liderazgo y gestión.

## Actores asociados
De esta compañía fueron partícipes actores y cantantes del teatro nacional como del teatro hidish como Armando Discépolo, Inda Ledesma, Les Luthiers, Mercedes Sosa, Nacha Guevara, León Gieco, Lito Nebia, María Rosa Gallo, Marta Gam, Jaime Kogan, Golde Flami, Meme Vigo, Juanita Kleinburd ,Ignacio Finder, Jordana Fain y Frida Winter, entre otros.
El teatro tuvo éxito principalmente en los años cincuenta, con las temporadas dirigidas por Alberto D'Aversa.